# Ravenloft: Der Fluch des Grafen
Ravenloft: Der Fluch des Grafen ist der erste Teil der von SSI veröffentlichten Adaption der Ravenloft-Kampagnenwelt von Dungeons & Dragons. Mit der Entwicklung des Computer-Rollenspiels wurde das amerikanische Entwicklungsstudio DreamForge Intertainment betraut. Es wurde 1994 für MS-DOS und die Heimcomputer FM Towns und PC-98 veröffentlicht. 1995 erschien ebenfalls von DreamForge der Nachfolger Ravenloft: Stone Prophet.

## Handlung
Die Handlung spielt überwiegend in der Dimensionswelt Barovia, einem hügeligen, bewaldeten Landstrich, der in Grundzügen Transsilvanien nachempfunden ist. Barovia wird beherrscht von dem Vampir und Nekromanten Graf Strahd von Zarovich, der das Land von seinem Sitz auf Burg Ravenloft aus beherrscht.
Das Spiel beginnt damit, dass Lord Dhelt von Elturel in seiner Burg überfallen wird, wobei der Eindringling ein heiliges Symbol seines Gottes Helm entwendet. Der Lord beauftragt daher die vom Spieler erstellten Spielfiguren, das Amulett wiederzubeschaffen. Doch als es gelingt, den Assassinen zu stellen und ihm das Schmuckstück wieder abzunehmen, wird die Gruppe in ein unbekanntes Gebiet versetzt. Das Amulett ist abermals verschwunden, giftiger Nebel blockiert den Rückweg und der Spieler ist daher gezwungen, Barovia zu erkunden und die Hintergründe für den Überfall aufzudecken. Die Spuren führen schließlich zur finalen Konfrontation mit Graf Strahd.

## Spielprinzip
Ravenloft: Der Fluch des Grafen ist ein gruppenbasiertes Computer-Rollenspiel, das ähnlich wie Ultima Underworld aus der Egoperspektive präsentiert wird.
Der Spieler beginnt mit einer zweiköpfigen Heldengruppe, die er gemäß den AD&D-Regeln selbst erstellen oder aus einer Gruppe vorgenerierter Charakter zusammenstellen kann. Die Charaktergenerierung ist ähnlich wie in Ultima 4 wie der Besuch bei einer Wahrsagerin aufgemacht, wo der Spieler Geschlecht, Rasse, Klasse, Gesinnung und Charakterporträt wählen kann. Die Charakterwerte werden zufällig ausgewürfelt, können im Anschluss jedoch noch modifiziert werden. Weitere Charaktere können im Laufe des Abenteuers aufgenommen werden, die maximale Gruppengröße beträgt vier Personen.
Die Umgebung ist dreidimensional gestaltet und kann stufenlos und frei erkundet werden. Ein „Stufenmodus“ ist optional anwählbar. Die Steuerung erfolgt wahlweise mit Hilfe der Tastatur oder der Maus, die Kämpfe werden ebenfalls in Echtzeit geführt. Rollenspiel-üblich übernimmt der Spieler im Verlauf der Handlung diverse Aufträge (Quests). Die Hauptquest dreht sich dabei um das gestohlene Amulett und den Grafen Strahd. Daneben existieren zahlreiche Nebenaufträge mit eigener Handlung. Dabei ist das Spiel recht kampflastig und wurde bisweilen als Hack and Slay umschrieben. Puzzles spielen dagegen eine untergeordnete Rolle. Dialoge werden nach einem Multiple-Choice-Verfahren geführt, in dem der Spieler die gewünschte, vorgegebene Dialogoption auswählt.
Neben der Disketten-Version existiert eine deutlich erweiterte CD-ROM-Fassung. Während die Grafik gleich blieb, beinhaltete sie neben einer Sprachausgabe zusätzliche Quests, mehr Monstertypen und Ausrüstungsgegenstände sowie weitere Begleitcharaktere. Diese Fassung wurde vom deutschen Distributor Softgold zudem für den deutschsprachigen Markt lokalisiert.

## Entwicklung

Ravenloft-Logo

Ravenloft: Der Fluch des Grafen fällt in die Spätphase des Lizenzabkommens zwischen SSI und D&D-Hersteller TSR. Nach zahlreichen Titeln, die in den Spielwelten der Vergessenen Reiche und der Drachenlanze angesiedelt waren (u. a. Gold-Box-Serie, Eye of the Beholder) sowie den Spielen der Dark-Sun-Reihe griff SSI auf weitere, unverbrauchte Szenarien zurück. Es war zudem das erste AD&D-Spiel von SSI, in dem der Spieler sich frei in einer 3D-Umgebung bewegen konnte. Das Spiel verwendet eine hochauflösende VGA-Grafik mit 320 × 400 Bildpunkten (statt üblich 320 × 200) und besitzt ein Automapping-System, das den Spieler mit eigenen Notizen versehen und ausdrucken oder als Datei exportieren kann.

## Rezeption
| MS-DOS        | MS-DOS                    |
| Publikation   | Wertung                   |
| ------------- | ------------------------- |
| PC Games      | 80 %                      |
| PC Player     | 62 %                      |
| Power Play    | 78 % (Diskette) 84 % (CD) |
| PC Gamer (UK) | 69 %                      |
| PC Review     | 70 %                      |
| PC Zone       | 78 %                      |

Michael Hengst vom deutschen Spielemagazin Power Play lobte vor allem die Handlung des Spiels, den Umfang des Spiels sowie die Details der Charakterporträts und der Zwischensequenzen. Die restliche Grafik bezeichnete er dagegen im Vergleich zu Ultima Underworld als veraltet und stellenweise grob gepixelt. Für die Diskettenversion vergab er eine Spielspaß-Wertung von 78 %, während er der erweiterten CD-ROM-Fassung 84 % gab. Im Bericht für das Power-Play-Sonderheft „Die besten Rollenspiele aller Zeiten“ (07/1994) lobte der Tester Knut Gollert ebenfalls die Handlung, bezeichnete den Wechsel auf eine Echtzeit-3D-Grafik aber auch als längst überfällig.
Petra Schlunk vom US-amerikanischen Spielemagazin Computer Gaming World bemängelte, dass das Magiesystem hinderlich sei, da während der Suche nach dem passenden Zauberspruch die Kämpfer der Gruppe untätig auf die Befehlseingabe des Spielers warten. Auch die Künstliche Intelligenz der Gegner sei schlecht und die Bedienerführung mühselig. Die Dialoge des Spiels bezeichnete sie hingegen als stets unterhaltsam und eine der besten Funktionen des gesamten Spiels. Auch die Kartenfunktion fand ihre Zustimmung. Die Handlung des Spiels lobte sie als herausragend und bezeichnete das Spiel insgesamt als „wertvollen Beitrag zur Welt der Computer-Rollenspiele“.
In einer Retrospektive für das US-amerikanische Online-Spielemagazin GameSpy bezeichnete Autor Allen Rausch das Spiel als eine „für SSI willkommene Rückkehr zu alter Hochform“, insbesondere da das Spiel vergleichsweise fehlerfrei ausgeliefert wurde. In ihrer GameSpot-Retrospektive bezeichneten die Autoren Andrew Park und Elliott Chin Ravenloft: Der Fluch des Grafen als gutes Spiel, das der Atmosphäre des Ravenloft-Szenarios insbesondere aufgrund der begrenzten technischen Möglichkeiten nicht gerecht werden konnte. Gemäß Matt Barton in einem Artikel für Gamasutra blieb im Vergleich zu früheren AD&D-Erfolgstiteln der große finanzielle Erfolg aus. Als Ursache führte er schwache Kritiken an, die weder besondere Stärken noch Schwächen ausmachen konnten.
Die Spielengine kam neben dem Nachfolger auch in Menzoberranzan, einem weiteren AD&D-Computerspiel in den Vergessenen Reichen, zum Einsatz. Es wurde wie Ravenloft von DreamForge Intertainment für SSI entwickelt.